# 완주 화암사 동종
완주 화암사 동종(完州 花巖寺 銅鐘)은 대한민국 전북특별자치도 완주군 경천면 가천리, 화암사에 있는 동종이다. 1974년 9월 27일 전라북도의 유형문화재 제40호로 지정되었다.

## 개요
이 동종은 극락전 안에 있으며 전체 높이 140cm, 몸체 높이 85cm, 입 지름 70cm이다.
종의 맨 윗부분에는 꽃을 세워 도드라지게 장식한 문양이 있다. 어깨에는 간략화된 꽃무늬 띠를 둘렀다. 어깨 아래로는 4개의 유곽이 있고, 그 사이에 보살상을 새겼다. 유곽은 길이 25cm, 폭 25cm이며, 덩굴무늬로 장식된 곽 안에는 9개의 유두가 있다.
유곽 밑에는 금철대시주(金鐵大施主), 동철대시주(銅鐵大施主), 보시(布施), 공양(供養) 등의 문자판이 새겨 있다.

## 같이 보기
- 완주 화암사 극락전 - 국보 제316호

## 참고 자료
- 화암사동종 - 국가유산청 국가유산포털